# Glowe
Glowe er en by og kommune i det nordøstlige Tyskland, beliggende under Landkreis Vorpommern-Rügen på øen Rügen. Landkreis Vorpommern-Rügen ligger i delstaten Mecklenburg-Vorpommern.
I kommunen findes følgende landsbyer: Glowe, Baldereck, Kampe, Bobbin, Polchow, Ruschvitz og Spyker.
Glowe er beliggende cirka 18 kilometer nord for Bergen auf Rügen. Kommunen ligger ved den vestlige overgang mellem halvøerne Jasmund og Schaabe mellem Østersøen (Tromper Wiek) og Großer Jasmunder Bodden.
- Wikimedia Commons har flere filer relateret til Glowe